# Carrie Kirsten
Carrie Kirsten (* 16. února 1998 Praha)[chybí lepší zdroj], vlastním jménem Carly Kirstenová, je česká youtuberka a influencerka.
Její tvorba se řadí do kategorie lifestyle a entertainment. Její kariéru nastartovalo natáčení YouTube videí v roce 2014. K 1. srpnu 2024 měla na svém youtubovém kanále 393 tis. odběratelů, k 12. prosinci 2024 na svém Instagramu 512 tis. sledujících a na Tiktoku 432 tis. sledujících.

## Ocenění
V roce 2016 získala Czech blog awards 3. místo za kategorii video-blogerka roku. Ve stejném roce se umístila v žebříčku 77 nejvlivnějších Čechů časopisu Forbes na sociálních sítích na 67. místě.[chybí lepší zdroj] V roce 2017 se umístila na 39. místě a v roce 2018 se v Czech Social Awards v TOP 10 umístila rovnou ve dvou kategoriích.[zdroj?] Jednou z nich byl Instagram roku a druhou Inspiration & Influence.[chybí lepší zdroj]

## Život
Narodila se v roce 1998 do rodiny elektro-technického inženýra a lékařky. Má mladší sestru Andy, která je influencerkou, tanečnicí a choreografkou a současně i studentkou medicíny na 2. LF UK.[zdroj?] Carly studovala na jednom z pražských gymnázií, později přestoupila na střední odbornou školu zaměřenou na ekonomii a management a v říjnu roku 2018 nastoupila na Vysokou školu ekonomie a managementu v Praze, kde studovala šestiletý program obor řízení lidských zdrojů. Počátkem roku 2024 studium na vysoké škole úspěšně dokončila. Je podnikatelka, její živnost byla podle živnostenského rejstříku započata v červnu roku 2016. Aktuálně[kdy?] tvoří pár s fotbalistou kubánského původu Pedrem Antoniem Rodriguezem Cuestou, jenž je brankářem pražské Sparty a mládežnickým reprezentantem České republiky.

## Tvorba
Její tvorbu odstartoval blog, který si založila již v roce 2012. V rámci svého volného času psanou formou vyprávěla své zážitky, sdílela své myšlenky, postoje, názory a další obsah. Od roku 2014 oficiálně přešla k audio-vizuální formě projevu, blog smazala a začala natáčet videa na server YouTube. Tento krok odstartoval její kariéru. Její první video již není k dohledání. Jednalo se nejspíše o video „Fakty o mně“. Její nejúspěšnější formát v prvních letech tvorby byly zábavné scénky a skeče, které často natáčela i se svou mladší sestrou Andy. Na tomto formátu nasbírala několik milionů zhlédnutí. Významnou součástí její tvorby byl i vlastní singl „Irreplaceable“, který sama napsala a vydala v roce 2016.[chybí lepší zdroj] Singl je dostupný na Apple Music, Spotify, YouTube Music a Deezer. K singlu byl tentýž rok vydán i videoklip na YouTube, který nasbíral více než 2,8 milionů zhlédnutí. V roce 2018 přišla o svůj profil na Instagramu, kde ji sledovalo více než 350 tisíc sledujících. Dodnes[kdy?] se neví přesný důvod, zda jí byl profil ukraden či smazán. Založila si nový profil, kde velmi rychle nasbírala všechny své sledující zpět.[zdroj?] V roce 2019 napsala vlastní knihu „3 Principy“, která je řazená do kategorie osobní rozvoj. Další významnou součástí její tvorby byly cestovní a denní vlogy, které natáčela v období 2018–2023. V roce 2024 však všechna videa skryla a rozhodla se začít nanovo. Její novou éru odstartovalo video s názvem „UŽ STAČILO“, které se stalo jednou z největších kauz v historii celé česko-slovenské YouTube scény.[zdroj?] Video během pouhých pár hodin nasbíralo přes 1 milion zhlédnutí.